# Selenisa suero
Selenisa suero là một loài bướm đêm trong họ Erebidae.